# Wybory parlamentarne w Izraelu w 1981 roku
Wybory parlamentarne w Izraelu do dziesiątego Knesetu odbyły się 30 czerwca 1981.
Oddano 2 490 014 głosów, w tym ważnych: 1 937 366. Próg wyborczy wynosił 1%, a więc aby uzyskać miejsce w Knesecie, należało otrzymać minimum 19 373 głosów. Średnio na jedno miejsce przypadło 15 312 głosów.

## Oficjalne wyniki
|  | Partia                                                                                   | Głosy     | Procent | Mandaty |
|  | ---------------------------------------------------------------------------------------- | --------- | ------- | ------- |
|  | Likud (ליכוד)                                                                            | 718,941   | 37.1%   | 48      |
|  | Blok Pracy (Ma’arach, המערך)                                                             | 708,536   | 36.6%   | 47      |
|  | Narodowa Partia Religijna (Mafdal) (מפלגה דתית לאומית-מפד"ל)                             | 95,232    | 4.9%    | 6       |
|  | Agudat Israel (אגודת ישראל)                                                              | 72,312    | 3.7%    | 4       |
|  | Hadasz (Demokratyczny Front na Rzecz Pokoju i Równości) (החזית הדמוקרטית לשלום ולשוויון) | 64,918    | 3.4%    | 4       |
|  | Tami                                                                                     | 44,103    | 2.3%    | 3       |
|  | Techijja (תחיה)                                                                          | 40,700    | 2.3%    | 3       |
|  | Telem                                                                                    | 30,600    | 1.6%    | 2       |
|  | Szinui (שינוי)                                                                           | 29,837    | 1.5%    | 2       |
|  | Ratz (רצ)                                                                                | 27,921    | 1.4%    | 1       |
|  | Razem                                                                                    | 1,937,366 | 100,0%  | 120     |

## Posłowie
Posłowie wybrani w wyborach:
| Partia                    | Posłowie |
| ------------------------- | --- |
| Likud                     | Mosze Arens, Joram Aridor, Menachem Begin, Elijjahu Ben Elisar, Jicchak Berman, Me’ir Kohen-Awidow, Jigal Kohen-Orgad, Jigal Kohen, Chajjim Korfu, Micha’el Dekel, Sara Doron, Simcha Erlich, Mirjam Glazer-Ta’asa, Pinchas Goldstein, Pesach Grupper, Mosze Kacaw, Chajjim Kaufman, Eli’ezer Kulas, Dawid Lewi, Amnon Lin, Etan Liwni, Dawid Magen, Ja’akow Meridor, Roni Milo, Jicchak Moda’i, Amal Nasser el-Din, Mosze Nissim, Akiwa Nof, Ehud Olmert, Gidon Patt, Jehuda Perach, Jicchak Perec, Micha’el Reisser, Cewi Rener, Josef Rom, Menachem Sawidor, Jicchak Sejger, Beni Szalita, Icchak Szamir, Awraham Szarir, Ariel Szaron, Me’ir Szitrit, Dawid Sziffman, Dow Szilanski, Eli’ezer Szostak, Dan Tichon, Dror Zeigerman, Mordechaj Cippori |
| Koalicja Pracy            | Jacques Amir, Adi’el Amora’i, Nawa Arad, Szoszanna Arbeli-Almozlino, Chajjim Bar-Lew, Micha’el Bar-Zohar, Uzzi Baram, Dow Ben-Me’ir, Naftali Blumenthal, Abba Eban, Refa’el Ederi, Tamar Eszel, Naftali Feder, Ja’akow Gil, Elazar Granot, Mordechaj Gur, Menachem Hakohen, Aharon Harel, Mosze Charif, Micha’el Charisz, Jehuda Chaszaj, Chaim Herzog, Szelomo Hillel, Awraham Kac-Oz, Hamad Chalajla, Jerucham Meszel, Aharon Nahmias, Ra’anan Na’im, Ora Namir, Arje Nehemkin, Szimon Peres, Icchak Rabin, Emri Ron, Danijjel Rosolio, Josi Sarid, Uri Sebag, Mosze Szachal, Wiktor Szem-Tow, Elijjahu Speiser, Refa’el Suwisa, Ja’ir Caban, Ja’akow Cur, Muhammad Watad, Szewach Weiss, Gad Ja’akowi, Jechezkel Zakaj, Dow Zakin                     |
| Narodowa Partia Religijna | Eli’ezer Awtabi, Jehuda Ben-Me’ir, Josef Burg, Chajjim Drukman, Zewulun Hammer, Awraham Melammed |
| Agudat Israel             | Szemu’el Halpert, Szelomo Lorincz, Menachem Porusz, Awraham Josef Szapira |
| Hadasz                    | Charlie Biton, Taufik Tubi, Me’ir Wilner, Taufik Zi’ad |
| Techijja                  | Ge’ula Kohen, Juwal Ne’eman, Chanan Porat |
| Tami                      | Aharon Abuchacira, Ben-Cijjon Rubin, Aharon Uzan |
| Telem                     | Mosze Dajan, Mordechaj Ben-Porat |
| Szinui                    | Amnon Rubinstein, Mordechaj Wirszubski |
| Ratz                      | Szulammit Alloni |